# Kishódos, Szabolcs-Szatmár-Bereg
Kishódos  este un sat în districtul Fehérgyarmat, județul Szabolcs-Szatmár-Bereg, Ungaria, având o populație de 82 de locuitori (2011). 

## Demografie
Componența etnică a satului Kishódos
     Maghiari (79,38%)
     Romi (20,62%)
Componența confesională a satului Kishódos
     Reformați (86,59%)
     Necunoscută (13,41%)
Conform recensământului din 2011, satul Kishódos avea 82 de locuitori. Din punct de vedere etnic, majoritatea locuitorilor (79,38%) erau maghiari, cu o minoritate de romi (20,62%).  Din punct de vedere confesional, majoritatea locuitorilor (86,59%) erau reformați. Pentru 13,41% din locuitori nu este cunoscută apartenența confesională.